# Radosna
Radosna (szlovákul Radošina) község Szlovákiában, a Nyitrai kerület Nagytapolcsányi járásában.

## Fekvése
Nagytapolcsánytól 21 km-re nyugatra fekszik, Bod tartozik hozzá.

## Története
A község északnyugati határában fekvő Čertova pec barlangban (magyarul Az ördög kemencéje) fellelt, még a paleolitikumból származó régészeti leletek ideiglenes kőkorszakbeli szálláshelyre utalnak. A barlang később is lakott volt, az újkőkor, a korai vaskor, a középkor, de még az újkor idején is.
A község neve pataknévként már 1249-ben szerepel Vince nyitrai püspök oklevelében. Radosnát településként 1280-ban Radissna néven említik először. A 14. század első harmadáig a nyitrai püspökség faluja volt. Plébániáját 1332-ben a pápai tizedjegyzék is említi, ebben a falu „Radysna” alakban szerepel. Temploma eredetileg Szent Pál, később a Szentháromság tiszteletére volt szentelve. 1349-ben „Radosnafew” a neve. A 15. és 16. század fordulóján mintegy 40 jobbágytelke volt 300 lakossal. Pontosan nem ismert, hogy a település mikor kapott kiváltságokat, a 16. század közepén azonban már oppidiumként említik. 1427-ben a Födémesi családbeliek fizették ki özv. Checheni Katalin kis- és nagybodi hitbérét. Az 1530 után megkezdődött török támadások, a 17. századi háborúk és az 1711-ig tartó szabadságharc következtében a lakosság száma jelentősen csökkent. 1576-ban lakói fellázadtak a növekvő terhek ellen. 1605-ben súlyos tűzvész pusztított. 1697-ben vásártartási jogot kapott. Amikor a kurucok 1705-ben elfoglalták Nyitra vármegye területét, Radosnán tartottak megyegyűlést. Ekkor épült a városka feletti hegyen álló kápolna is, mely őrhelyül is szolgált a tüzek és a hadak közeledtének jelzésére. 1715-ben kiterjedt szőlőskertje és 43 adózó háztartása volt. A 18. században a település gyorsan fejlődött, uradalmi major, szegényház, uradalmi sörfőzde, szeszfőzde, uradalmi mészárszék, téglagyár, kovácsműhely, uradalmi pincészet épült Radosnán. Fejlődött a kézműipar is, egymás után alakultak meg céhei. 1787-ben 116 házában 754 lakos élt. A napóleoni háborúk idején a tűzvész és rossz termés okozott szenvedést a lakosságnak. 1828-ban 104 háza és 733 lakosa volt. 1866-ban kolerajárvány pusztított, melyet a porosz-osztrák háború idején a hadak hurcoltak be a vidékre. A járványnak 89 radosnai esett áldozatul.
A 18. század végén Vályi András szerint „RADOSZNA. Radoszina. Tót Mezőváros Nyitra Vármegyében, földes Ura a’ Nyitrai Püspök, a’ kinek jeles kastéllyával ékes, lakosai katolikusok leginkább, fekszik Bodókhoz másfél mértföldnyire, földgye közép termékenységű, szőleji tágasak, gyümöltse sok terem, fája van mind a’ kétféle, legelője elég, piatza Bajnán, első osztálybéli.”
A 19. század közepén Fényes Elek szerint „Radosna (Radoszin), tót m.-v., Nyitra vmegyében, 726 kath., 9 zsidó lak., kik vagyonos emberek. Kath. paroch. temploma, főképen pedig urasági kastélya és kerte nagy diszére szolgál. Földei termékenyek; szőlőhegye tágas; erdeje bőven. F. u. a nyitrai püspök. Ut. p. Nagy-Ripény.”
A trianoni békeszerződésig Nyitra vármegye Nagytapolcsányi járásához tartozott.

## Népessége
| Év:            | 1994. | 2004.   | 2014.   | 2024.   |
| -------------- | ----- | ------- | ------- | ------- |
| Emberek száma: | 2025  | 1975    | 1963    | 1855    |
| Eltérés:       |       | -2,46 % | -0,60 % | -5,50 % |

| Év:            | 2023. | 2024.   |
| -------------- | ----- | ------- |
| Emberek száma: | 1862  | 1855    |
| Eltérés:       |       | -0,37 % |

1880-ban 945 lakosából 851 szlovák, 25 magyar, 5 német, 29 egyéb anyanyelvű és 35 csecsemő; ebből 873 római katolikus, 64 zsidó és 8 evangélikus vallású volt. Bod 125 lakosából 116 szlovák, 8 német anyanyelvű és 1 csecsemő volt; ebből 113 római katolikus és 12 zsidó vallású.
1890-ben 1086 lakosából 68 magyar és 944 szlovák anyanyelvű volt.
Bod 115 lakosából 106 szlovák és 9 német anyanyelvű volt.
1900-ban 1243 lakosából 67 magyar és 1095 szlovák anyanyelvű volt.
Bod 157 lakosából 149 szlovák és 8 német anyanyelvű volt.
1910-ben 1353 lakosából 71 magyar és 1244 szlovák anyanyelvű volt.
Bod 195 lakosából 190 szlovák és 5 német anyanyelvű volt, ebből 150 római katolikus, 40 evangélikus és 5 izraelita vallású volt.
1921-ben 1397 lakosából 28 magyar és 1338 csehszlovák volt.
Bod 196 lakosából 193 csehszlovák volt.
1930-ban 1534 lakosából 5 magyar és 1508 csehszlovák volt.
Bod 236 lakosa mind csehszlovák volt.
1991-ben 1959 lakosából 2 magyar és 1938 szlovák volt.
2001-ben 2003 lakosából 1979 szlovák és 2 magyar volt.
2011-ben 2013 lakosából 1913 szlovák és 1 magyar volt.
2021-ben 1889 lakosából 4 (+1) magyar, 2 cigány, 1768 (+5) szlovák, 12 egyéb és 103 ismeretlen nemzetiségű volt.

## Neves személyek
- Itt hunyt el 1876-ban Rissák András római katolikus plébános.
- Itt szentelték fel Temlényi Remig Miklóst (1724-1786) piarista áldozópapot és rendfőnöki segédigazgatót.

## Nevezetességei

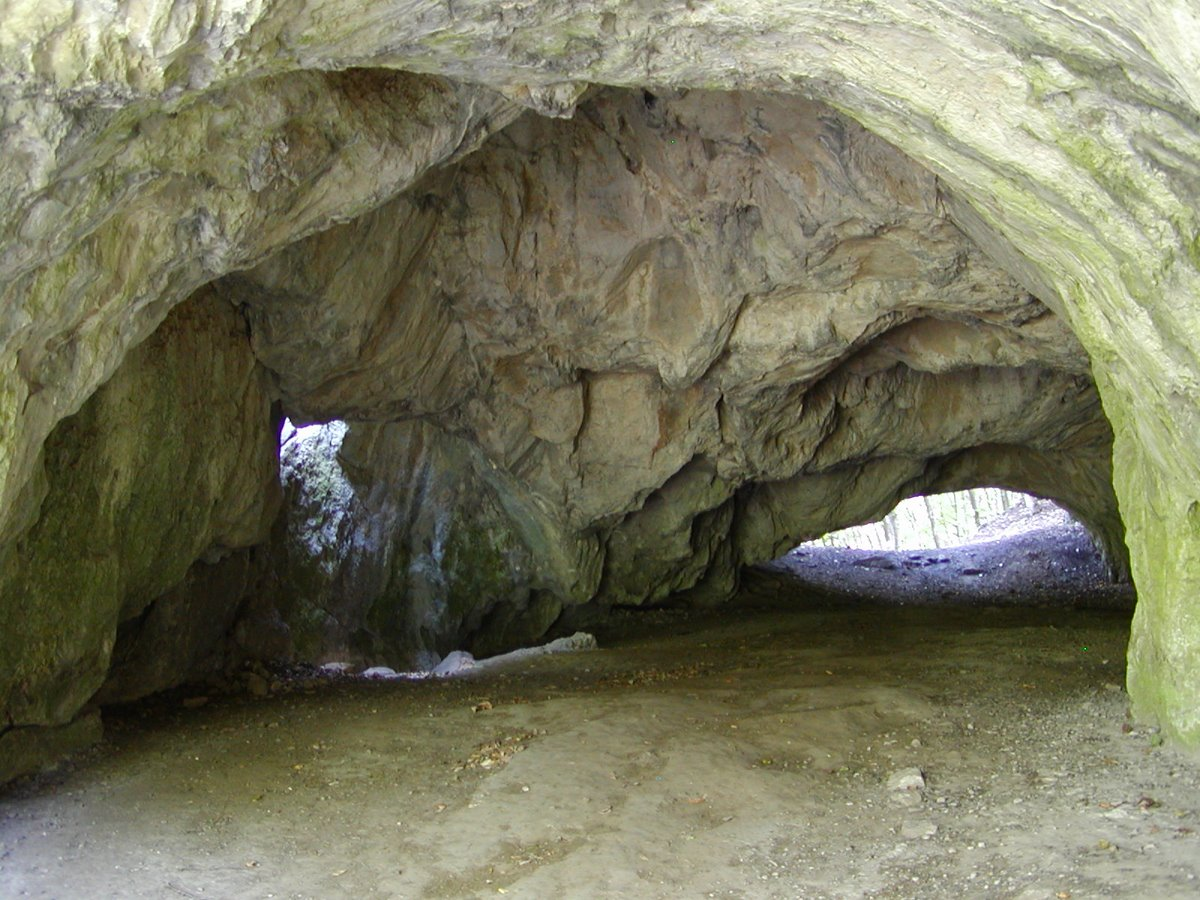
Az ördög kemencéje
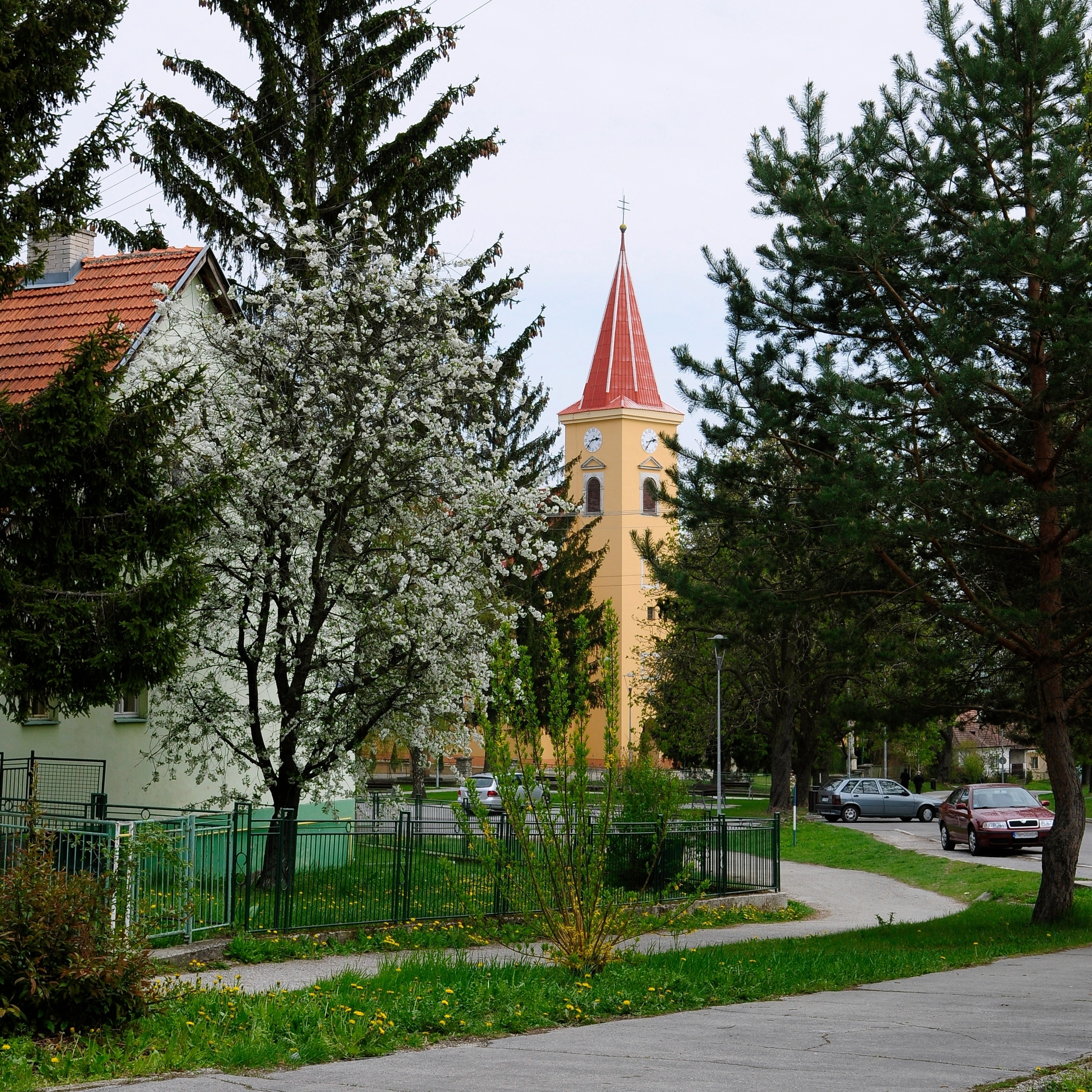
Szentháromság-templom
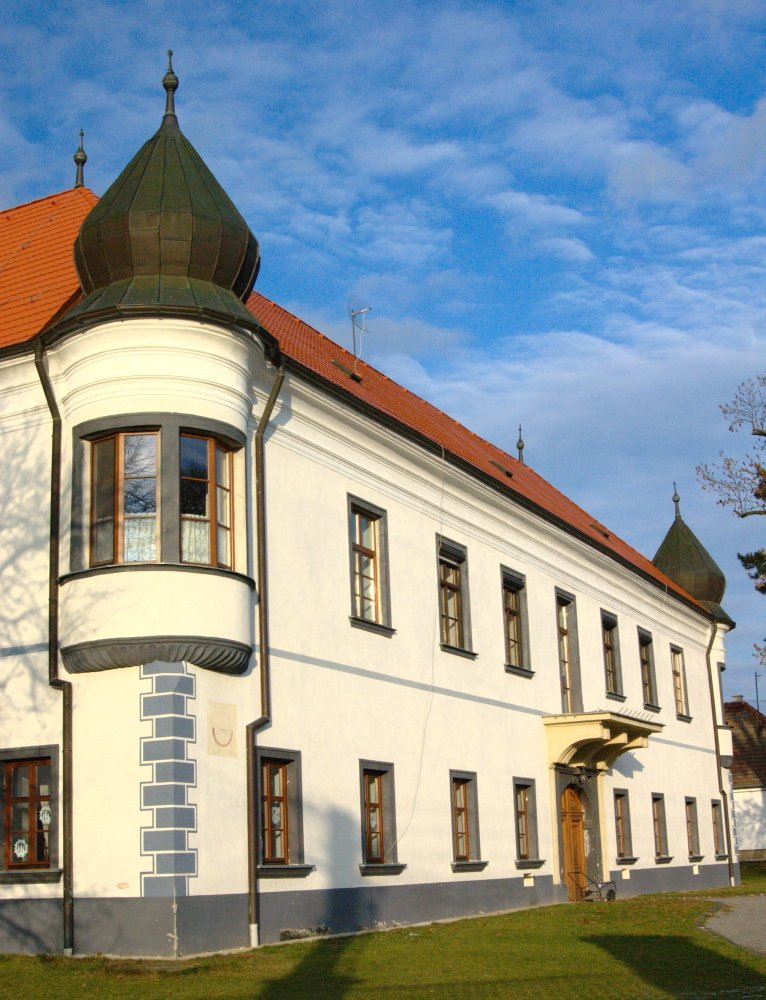
Kastély

- Római katolikus templomát a korábbi templom alapjain Telegdy János nyitrai püspök építtette 1636 és 1644 között. 1755-ben barokk stílusban építették át.
- Plébániáját 1780 és 1783 között Révay Antal nyitrai püspök építtette. A 19. és 20. században átépítették.
- Szent Kereszt kápolnája 1636-ben épült, a 18. században barokk stílusban építették át.
- Eredetileg reneszánsz kastélya a 16. században épült a nyitrai püspökök nyári kastélyaként. A kastélyt 1706 és 1715 között átépítették. 1795-ben renoválták, majd 1896-ban Bende Imre püspök teljesen felújíttatta. 1948-tól állami iskola működött benne. A rendszerváltás után újra a püspökség tulajdona lett.
- Szűz Mária kápolnája a 19. század első felében épült klasszicista stílusban.

## Külső hivatkozások
- Hivatalos oldal
- Községinfó
- Radosna Szlovákia térképén
- E-obce.sk Archiválva 2008. február 7-i dátummal a Wayback Machine-ben